# Wendelstein 7-X

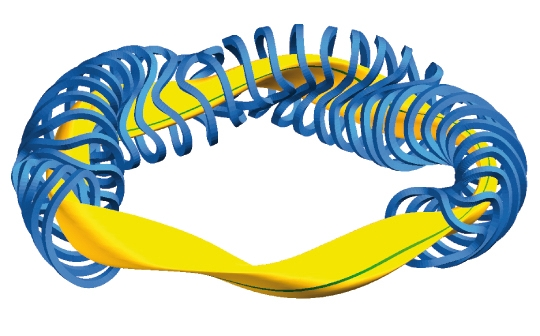
Principe d'un stellarator : en bleu les bobines poloïdales et en jaune le plasma.

Le Wendelstein 7-X, abrégé W7-X ou W7X, est un réacteur expérimental à fusion nucléaire de type stellarator, dont la construction à Greifswald en Allemagne par l'Institut Max-Planck de physique des plasmas s'est achevée en octobre 2015. C'est la suite du développement du Wendelstein 7-AS. Le but du Wedelstein 7-X est d'évaluer les principaux composants d'un futur réacteur à fusion construit sur la technologie stellarator, bien qu'il ne soit pas lui-même générateur d'énergie.
Le Wendelstein 7-X est le plus grand réacteur à fusion basé sur le principe du stellarator, invention du physicien Lyman Spitzer. Il est prévu pour fonctionner jusqu'à 30 minutes avec une décharge continue de plasma, démontrant la caractéristique principale d'un tel réacteur : le fonctionnement continu.
Le nom du projet, qui vient du sommet bavarois du même nom, a été choisi à la fin des années 1950 et fait référence à un précédent projet qui portait aussi un nom de sommet alpin : le projet Matterhorn (aujourd'hui renommé Princeton Plasma Physics Laboratory).
Ce projet apportera des éléments complémentaires avec ITER.
Ce centre de recherche fait partie des projets indépendants en partenariat avec l'université de Greifswald.

## Résultats
Les premiers tests montrent une machine conforme au cahier des charges. Les premières utilisations avec un plasma étaient prévues pour novembre 2015.

### Mise en service du 10 décembre 2015
Le 10 décembre 2015, l'équipe allemande de l'institut démarre le système de contrôle assisté par ordinateur de l'expérience. 

Le chef scientifique du projet, Thomas Klinger, explique que parce qu'il est plus facile d'obtenir un plasma à partir d'hélium, un milligramme de ce dernier a été choisi pour l'expérience, et non pas d'hydrogène qui est quant à lui prévu pour janvier 2016. 

Après avoir donc été inséré dans le réceptacle destiné au plasma évacué, l'hélium subit une courte impulsion de micro-ondes d'une puissance de 1,3 mégawatt. 
Le premier plasma se forme, puis est détecté par les caméras de l'installation de W7-X.

Il dure 1/10 s, et atteint une température d'un million de degrés.

### Premiers tests avec de l’hydrogène
Le 3 février 2016, une première lumière est obtenue avec de l'hydrogène (plus compliqué que pour l'hélium). Si la machine se comporte correctement, elle devrait subir une modification pour pouvoir atteindre des durées de plasma plus longues (de l'ordre de la dizaine de secondes) vers la fin de l'année.
Cette première phase d'expérimentation s'est conclue avec succès le 10 mars 2016, les résultats attendus ayant été atteints.
Le 8 juillet 2016, le début des travaux d'améliorations pour la phase suivante est annoncé.